# Cyclura carinata
Туршка и Кајкошка стеновита игуана (Cyclura carinata) је гмизавац из реда Squamata и фамилије Iguanidae.

## Угроженост
Ова врста је крајње угрожена и у великој опасности од изумирања.

## Распрострањење
Ареал врсте је ограничен на Карибе. 
Бахамска острва и Туркс и Каикос су једина позната природна станишта врсте.

## Станиште
Станиште врсте су морски екосистеми.

## Начин живота
Врста Cyclura carinata прави гнезда.

## Подврсте
- Cyclura carinata ssp. bartschi
- Cyclura carinata ssp. carinata